# Luka Botić
Luka Botić (Split, 1830. január 28. – Đakovo, 1863. augusztus 10.) horvát költő.

## Életútja
Még azelőtt félbehagyta teológiai tanulmányait, hogy pappá szentelték volna, és a tisztviselői pályát választotta. Művei a délszláv népénekek formájában születtek, de azok konvencionalizmusa nélkül. A 19. században népszerűek voltak a népköltészet szellemében fogant romantikus költői elbeszélései, ezekben a muzulmánokat és keresztényeket ugyanolyan rokonszenvvel ábrázolta. Gyakran foglalkozott boszniai témákkal, elsőként kapcsolta össze a muzulmán világot és a horvát nemzeteszmét.

## Művei
Fontosabb művei, költői elbeszélései:
- Pokratimstvo (Testvériség)
- Bijedna Mara (Szegény Mara)
- Petar Bačić

Műveinek gyűjteményes kiadása: Djela ('Művek', 1949).